# Psy
Psy (en ruso: Псы, que puede traducirse como Perros) es una película soviética de 1989.

## Sinopsis
Un grupo de personas encuentra lobos muertos por comer arena en la ciudad central, poblado abandonado a orillas del mar de Aral. A su llegada, el grupo descubre jaurías de perros abandonados por el pueblo; en venganza por la brutalidad de las personas, los perros comienzan a atacar. Cubiertos por el temor y la locura, la gente empieza a destruirse unos a otros.